# Dve Topoli, Smolean
Dve Topoli (în bulgară Две Тополи) este un sat în comuna Banite, regiunea Smolean,  Bulgaria. 

## Demografie
Componența etnică a satului Dve Topoli
     Bulgari (100%)
     Nicio identificare (0%)
     Altele (0%)
La recensământul din 2011, populația satului Dve Topoli era de 17 locuitori. Din punct de vedere etnic, majoritatea locuitorilor (100,0%) erau bulgari. Pentru 0,0% din locuitori nu este cunoscută apartenența etnică.